# Listă de conducători de stat din 1805
1801 - 1802 - 1803 - 1804 - 1805 - 1806 - 1807 - 1808 - 1809
Aceasta este o listă a conducătorilor de stat din anul 1805:

## Europa
- Anglia: George al III-lea (rege din dinastia de Hanovra, 1760-1820)
- Austria: Francisc I (arhiduce din dinastia de Habsburg-Lorena, 1792-1835; împărat, din 1804; totodată, rege al Cehiei, 1792-1835; totodată, rege al Ungariei, 1792-1835; totodată, rege al Germaniei, 1792-1806; totodată, împărat occidental, 1792-1806)
- Bavaria: Maximilian al IV-lea (principe elector din dinastia de Wittelsbach, ramura de Palatinat, 1799-1825; rege, din 1806)
- Cehia: Francisc al II-lea (rege din dinastia de Habsburg-Lorena, 1792-1835; totodată, arhiduce și împărat al Austriei, 1792-1835; totodată, rege al Ungariei, 1792-1835; totodată, rege al Germaniei, 1792-1806; totodată, împărat occidental, 1792-1806)
- Danemarca: Christian al VII-lea (rege din dinastia de Oldenburg, 1766-1808)
- Etruria: Carol Ludovic (rege din dinastia de Bourbon, 1803-1807; ulterior, duce de Parma, 1847-1849)
- Franța: Napoleon I (împărat din familia Bonaparte, 1804-1814, 1815; anterior, prim consul, 1802-1804)
- Germania: Francisc al II-lea (rege din dinastia de Habsburg-Lorena, 1792-1806; totodată, arhiduce și împărat al Austriei, 1792-1835; împărat, din 1804; totodată, rege al Cehiei, 1792-1835; totodată, rege al Ungariei, 1792-1835; totodată, împărat occidental, 1792-1806)
- Gruzia, statul Imeretia: Solomon al II-lea (rege din dinastia Bagratizilor, 1789-1810)
- Imperiul occidental: Francisc al II-lea (împărat din dinastia de Habsburg-Lorena, 1792-1806; totodată, arhiduce și împărat al Austriei, 1792-1835; împărat, din 1804; totodată, rege al Cehiei, 1792-1835; totodată, rege al Ungariei, 1792-1835; totodată, rege al Germaniei, 1792-1806)
- Imperiul otoman: Selim al III-lea (sultan din dinastia Osmană, 1789-1807)
- Liechtenstein: Alois I (principe, 1781-1805) și Johannes I (principe, 1805-1836)
- Moldova: Alexandru Moruzi (domnitor, 1792, 1802-1806, 1806-1807; totodată, domnitor în Țara Românească, 1793-1796, 1799-1801)
- Muntenegru: Petru I (vlădică din dinastia Petrovic-Njegos, 1782-1830)
- Portugalia: Maria I (regină din dinastia de Braganca, 1777-1816)
- Prusia: Frederic Wilhelm al III-lea (rege din dinastia de Hohenzollern, 1797-1840)
- Rusia: Alexandru I Pavlovici (împărat din dinastia Romanov-Holstein-Gottorp, 1801-1825)
- Saxonia: Frederic August al III-lea cel Drept (principe elector din dinastia de Wettin, 1763-1827; rege, din 1806; ulterior, arhiduce de Varșovia, 1807-1812/1815)
- Sicilia: Ferdinand al III-lea (rege din dinastia de Bourbon, 1759-1825)
- Spania: Carol al IV-lea (rege din dinastia de Bourbon, 1788-1808)
- Statul papal: Pius al VII-lea (papă, 1800-1823)
- Suedia: Gustav al IV-lea Adolf (rege din dinastia Holstein-Gottorp, 1792-1809)
- Transilvania: Gheorghe Banffy al II-lea de Losoncz (guvernator, 1787-1822)
- Țara Românească: Constantin Ipsilanti (domnitor, 1802-1806, 1806-1807, 1807; anterior, domnitor în Moldova, 1799-1801)
- Ungaria: Francisc I (rege din dinastia de Habsburg-Lorena, 1792-1835; totodată, arhiduce și împărat al Austriei, 1792-1835; totodată, rege al Cehiei, 1792-1835; totodată, rege al Germaniei, 1792-1806; totodată, împărat occidental, 1792-1806)

## Africa
- Așanti: Osei Bonsu (așantehene, cca. 1801-1824
- Bagirmi: Abd ar-Rahman al III-lea Gauranga I (mbang, 1785-1806)
- Barotse: Mulambwa Santulu (litunga, cca. 1790-cca. 1835)
- Benin: Obanosa (obba, cca. 1804-cca. 1816)
- Buganda: Kamanya (kabaka, 1794-1824)
- Bunyoro: Kyebambe al III-lea (Nyamutukura) (mukama, cca. 1785-cca. 1835)
- Burundi: Mwambutsa al III-lea Syarușambo Butama (mwami din a treia dinastie, cca. 1801-1810)
- Dahomey: Adandozan (Madogugu) (rege, 1797-1818)
- Darfur: Muhammad Fadl ibn Abd ar-Rahman (sultan, 1800/1801-1838/1839)
- Egipt: Muhammad Ali Pașa (conducător din dinastia Muhammad Ali, 1805-1848)
- Ethiopia: Egwala Seyon (Newai Sagad, Gwahn) (împărat, 1801-1818)
- Imerina: Andrianampoinimerina (Ramboasalama) (rege, 1794-1810)
- Imperiul otoman: Selim al III-lea (sultan din dinastia Osmană, 1789-1807)
- Kanem-Bornu: Ahmad Alimi (sultan, cca. 1793-1808)
- Lunda: Yaav yaMbany (mwato-yamvo, cca. 1760-cca. 1810)
- Maroc: Moulay Sliman ibn Mohammed (sultan din dinastia Alaouită, 1792-1822)
- Munhumutapa: Chiwayo (rege din dinastia Munhumutapa, 1790-1810)
- Oyo: interregnum (rege, cca. 1800-1825/1830)
- Rwanda: Mibambwe al II-lea Seentaabyo (rege, cca. 1797-cca. 1830)
- Swaziland: Ndungunya (Zikodze) (rege din clanul Ngwane, cca. 1780-cca. 1810)
- Tunisia: Hammuda ibn Ali (bey din dinastia Husseinizilor, 1782-1814)
- Wadai: Abd al-Karim al II-lea Sabun ibn Salih (sultan, 1803-1814)

## Asia

### Orientul Apropiat
- Afghanistan: Șah Sudja al-Mulk (suveran din dinastia Durrani, 1803-1809, 1839-1842)
- Arabia: Saud ibn Abd al-Aziz (emir din dinastia Saudiților/Wahhabiților, 1803-1814)
- Bahrain: Salman I (emir din dinastia al-Khalifah, 1796-1825)
- Iran: Fath Ali Șah (șah din dinastia Kajarilor, 1797-1834)
- Imperiul otoman: Selim al III-lea (sultan din dinastia Osmană, 1789-1807)
- Kuwait: Abdullah I ibn Sabbah (emir din dinastia as-Sabbah, 1762-1812)
- Oman: Sultan ibn Ahmed (imam din dinastia Bu Said, 1792-1806)
- Yemen, statul Sanaa: al-Mansur Ali (imam, 1775-1809, 1835-1836)

### Orientul Îndepărtat
- Atjeh: Ala ad-Din Djauhar al-Alam Șah (sultan, 1795-1824)
- Birmania, statul Toungoo: Bodawpaya (rege din dinastia Alaungpaya, 1781-1819)
- Brunei: Muhammad Taj ad-Din (sultan, 1780-1792, 1793-1806)
- Cambodgia: interregnum (1796-1806)
- China: Renzong (Yongyan) (împărat din dinastia manciuriană Qing, 1796-1820)
- Coreea, statul Choson: Sunjo (Yi Kwang) (rege din dinastia Yi, 1801-1834)
- India: Richard Colley Wellesley (guvernator general, 1798-1805), Charles Mann (guvernator general, 1805) și George Hilaro Barlow (guvernator general, 1805-1807)
- India, statul Moghulilor: Jalal ad-din Ali Jauhar Șah Alam al II-lea (împărat, 1760-1788, 1788-1806)
- Japonia: Kokaku (împărat, 1780-1816) și Ienari (principe imperial din familia Tokugaua, 1787-1837)
- Laos, statul Champassak: Chao Phra Sai Raja Khativongsa (Thao Fay Na) (rege, 1791-1811)
- Laosul inferior: Intharavong (Chao In, Sai Settha-thirath) (rege, 1792-1804/1805) și Anurut (Chao Anu) (rege, 1804/1805-1827)
- Laosul superior: Anuruth (rege, 1787/1791-1815/1817)
- Maldive: Muin ad-Din Muhammad (sultan, 1798-1834)
- Mataram (Jogjakarta): Abd ar-Rahman Amangkubuwono al II-lea (Sultan Sepuh) (sultan, 1792-1810, 1811-1812, 1826-1828)
- Mataram (Surakarta): Pakubowono al IV-lea (Bagus) (sultan, 1788-1820)
- Nepal, statul Gurkha: Rana Bahadur Șah (regent, 1804-1805) și Gribanjuddha Bikrama Șah (rege, 1799-1804, 1805-1816)
- Rusia: Alexandru I Pavlovici (împărat din dinastia Romanov-Holstein-Gottorp, 1801-1825)
- Sri Lanka, statul Kandy: Sri Vikrama Rajasinha (rege, 1798-1815)
- Thailanda, statul Ayutthaya: Pra Putthayodfa Chulaloke (Rama I) (rege din dinastia Chakri, 1782-1809)
- Tibet: bLo-bzang Jam-dpal rgya-mtsho (dalai lama, 1759-1805) și bLo-bzang Lung-rtogs rgya-mtsho (dalai lama, 1805-1815)
- Tibet: Panchen bsTan-jai Nyi-ma (Tempe Nyima) (panchen lama, 1781-1852)
- Vietnam: Gia Long (Nguyen The-To) (împărat, 1802-1820; anterior, rege în Hue, 1778-1802)

## America
- Haiti: Jean Jacques Dessalines (Iacob I) (împărat, 1804-1806)
- Hawaii: Kamehameha I (rege, 1795-1819)
- Statele Unite ale Americii: Thomas Jefferson (președinte, 1801-1809)